# Văn học thiếu nhi

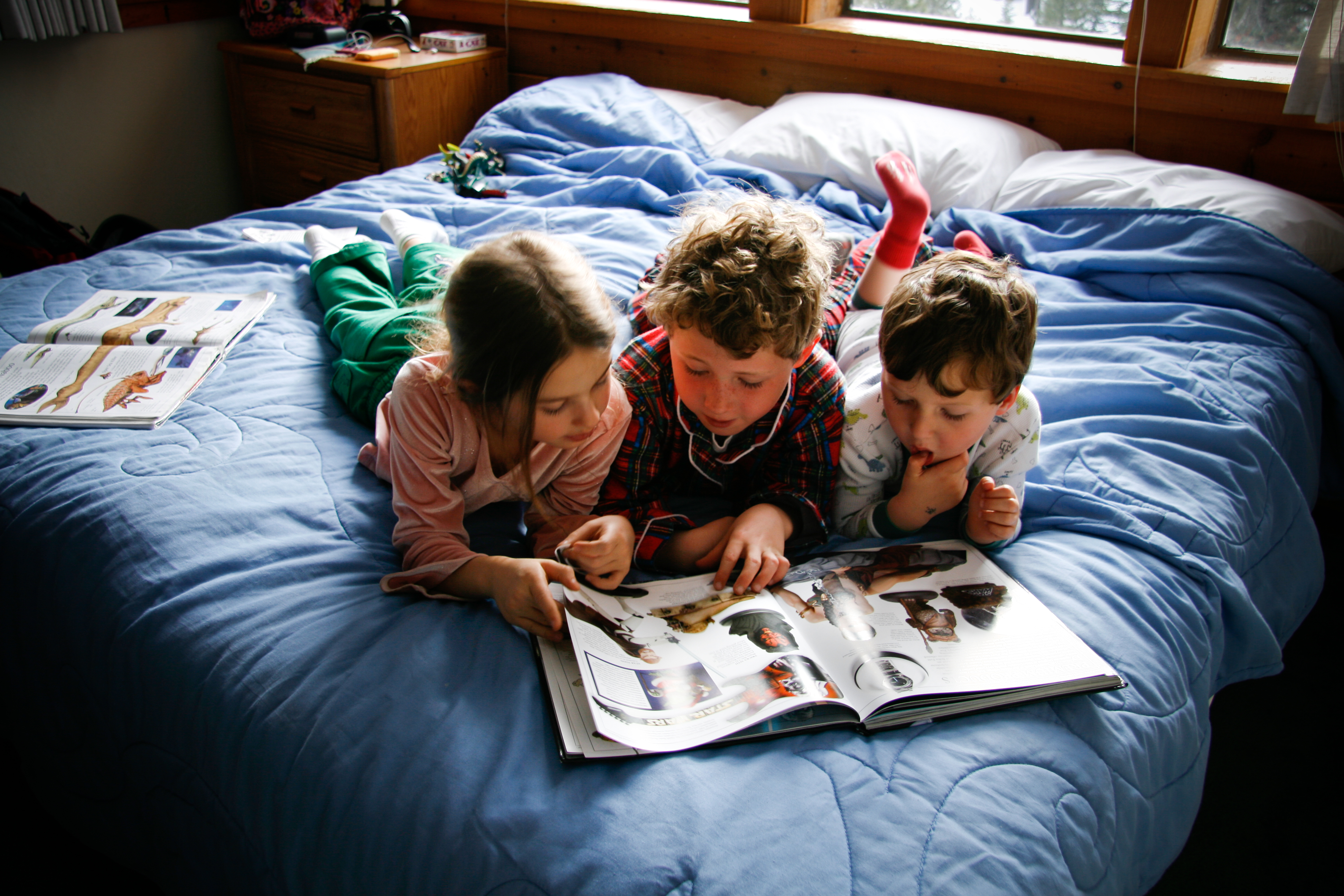
Trẻ em cùng đọc sách truyện.

Văn học thiếu nhi bao gồm những câu chuyện, sách, tạp chí và những bài thơ được làm cho trẻ em. Văn học thiếu nhi hiện đại được phân loại theo hai cách khác nhau: thể loại hoặc nhắm tới độ tuổi của đối tượng độc giả.
Văn học thiếu nhi có thể được truy nguyên từ những câu chuyện như truyện cổ tích chỉ được xác định là văn học thiếu nhi thế kỷ thứ mười tám và các bài hát, một phần rộng hơn của truyền khẩu, mà người lớn chia sẻ với trẻ em trước khi xuất bản. Sự phát triển của văn học thiếu nhi sớm, trước khi in được phát minh, rất khó để tìm ra dấu tích. Ngay cả sau khi in ấn trở nên phổ biến, nhiều câu chuyện "trẻ em" cổ điển ban đầu được tạo ra cho người lớn và sau đó được điều chỉnh cho đối tượng trẻ hơn. Từ thế kỷ XV, nhiều tài liệu đã được dành riêng cho trẻ em, thường là với thông điệp đạo đức hoặc tôn giáo. Văn học thiếu nhi đã được định hình bởi các nguồn tôn giáo, như theo truyền thống Thanh giáo, hoặc bởi quan điểm triết học và khoa học hơn với những ảnh hưởng của Charles Darwin và John Locke. Cuối thế kỷ XIX và đầu thế kỷ XX được gọi là "Thời đại hoàng kim của văn học thiếu nhi" bởi vì nhiều cuốn sách thiếu nhi kinh điển đã được xuất bản sau đó.

## Định nghĩa
Không có định nghĩa duy nhất hoặc được sử dụng rộng rãi cho văn học thiếu nhi.:15–17
Lĩnh vực này có thể được định nghĩa rộng rãi là nội dung chính của các tác phẩm viết và minh họa kèm theo được sản xuất để giải trí hoặc hướng dẫn những người trẻ tuổi. Thể loại này bao gồm một loạt các tác phẩm, bao gồm cả những tác phẩm kinh điển được thừa nhận của văn học thế giới, sách tranh và những câu chuyện dễ đọc dành riêng cho trẻ em, và truyện cổ tích, những bài hát ru, truyện ngụ ngôn, dân ca và các tài liệu truyền miệng chủ yếu khác hoặc được định nghĩa cụ thể hơn là tiểu thuyết, phi hư cấu, thơ hoặc kịch dành cho trẻ em và thanh thiếu niên.:xvii
Một nhà văn viết về văn học thiếu nhi định nghĩa nó là "tất cả các cuốn sách viết cho trẻ em, ngoại trừ các tác phẩm như truyện tranh, truyện cười, sách hoạt hình và các tác phẩm phi hư cấu không được đọc từ trước ra sau, như từ điển, bách khoa toàn thư và các tài liệu tham khảo khác." Tuy nhiên, những người khác cho rằng truyện tranh cũng nên được đưa vào: "Nghiên cứu văn học của trẻ em có truyền thống đối xử với truyện tranh một cách hời hợt và hay thay đổi mặc dù tầm quan trọng của truyện tranh là một hiện tượng toàn cầu liên quan đến trẻ em".
Sách hướng dẫn bách khoa toàn thư quốc tế về văn học thiếu nhi lưu ý rằng "ranh giới của thể loại... không cố định mà bị lu mờ".:4 Đôi khi, không có thỏa thuận nào có thể đạt được về việc một tác phẩm nhất định được phân loại rõ nhất là văn học cho người lớn hay trẻ em. Một số tác phẩm là thách thức trong việc xếp vào thể loại nào. Bộ truyện Harry Potter của J. K. Rowling được viết và bán cho thanh thiếu niên, nhưng nó cũng được người lớn yêu thích. Sự nổi tiếng cực độ của loạt phim đã khiến tờ New York Times tạo ra một danh sách bán chạy nhất cho sách thiếu nhi.
Bất chấp sự liên kết rộng rãi của văn học thiếu nhi với sách tranh (picture book), những câu chuyện kể đã tồn tại trước khi được xuất bản, và nguồn gốc của nhiều câu chuyện thiếu nhi trở lại với những người kể chuyện cổ.:30 Seth Lerer, trong phần mở đầu của  Văn học thiếu nhi: Lịch sử của người kể truyện từ Aesop đến Harry Potter , nói: "Cuốn sách này trình bày về lịch sử những gì trẻ em đã nghe và đọc.... Lịch sử mà tôi viết của là một lịch sử tiếp nhận.":2